# 市川女寅 (初代)
初代 市川 女寅（しょだい いちかわ めとら、1853年（嘉永6年） - 1879年（明治12年）5月8日）は明治初期の歌舞伎役者。

## 経歴
五代目市川門之助の養子となり市川清吉と名乗る。ほどなく市川女寅と改名。1873年（明治6年）9月、東京村山座での「増補桃山譚」に出演し、以後、若手の有望な女形として活躍するが、もともと病弱だった事もあり、養父門之助が亡くなった翌年の1879年（明治12年）4月の市村座「鹿児島銘々伝記」八重垣姫を最後に病に倒れ、同年5月に27歳で没し、その才能を惜しまれた。
死の直後に出された豊原国周作、彫師渡辺弥太郎（彫弥太）の死絵には「気付かぬ内に散りゆく紅葉哉」の辞世の句と「市川女寅　行年廿六歳」の俗名、「深達院女櫻日詣信士」の戒名、墓所「浅草区新谷町田圃幸龍寺」が記されている。